# Айзенхайм
Айзенхайм (нем. Eisenheim) — ярмарочная община в Германии, в земле Бавария.
Подчиняется административному округу Нижняя Франкония. Входит в состав района Вюрцбург. Подчиняется управлению Эстенфельд. Население составляет 1316 человек (на 31 декабря 2010 года). Занимает площадь 11,56 км².
Ярмарочная община подразделяется на 2 сельских округа.

## Население
По оценке на 31 декабря 2015 года население общины Айзенхайм составляет 1323 чел. 

| Дата      | 1840 | 1871 | 1900 | 1925 | 1939 | 1950 | 1961 | 1970 | 1987 | 2011 |
| --------- | ---- | ---- | ---- | ---- | ---- | ---- | ---- | ---- | ---- | ---- |
| Население | 1270 | 1190 | 1170 | 1033 | 985  | 1328 | 1165 | 1156 | 1177 | 1280 |

| Год       | 1960 | 1970 | 1980 | 1990 | 2000 | 2009 | 2010 | 2011 | 2012 | 2013 | 2014 | 2015 |
| --------- | ---- | ---- | ---- | ---- | ---- | ---- | ---- | ---- | ---- | ---- | ---- | ---- |
| Население | 1146 | 1168 | 1078 | 1216 | 1298 | 1328 | 1316 | 1279 | 1299 | 1295 | 1316 | 1323 |